# جيمس إغان
جيمس إغان (بالإنجليزية: James Egan)‏ هو رسام أسترالي، ولد في 1929، وتوفي في 28 يوليو 2017.